# Пермь Великая
Пе́рмь Вели́кая (Пермская земля, Пермское княжество, Пермь Камская, коми-перм. Ыджыт Перем öксуму) — историческая область в России и средневековое княжество, в верховодье Камы и в междуречье Камы, Вишеры, Колвы и Язьвы. Межплеменной центр — Чердынь, резиденция верховного князя — Покча, духовный центр — Искор. Археологически княжество охватывало территорию родановской культуры.
Находилось в зависимости от Великого княжества Московского (с 1478 Русского государства) и, возможно, также формально подчинялось Новгородской республике (до 1471 года).
Столицы Перми Великой: Чердынь (до 1472, 1535—1613), Покча (1472—1535), Соликамск (1636—1708).
По словам историка Н. Г. Устрялова, Пермью Великой назывались города Чердынь, Сольвычегодск, Соликамск, Кайгород.
По мнению Г. С. Лыткина, эпитет «Великая» связан с ключевой ролью этих земель в экспансии Строгановых за Урал.

## Территория

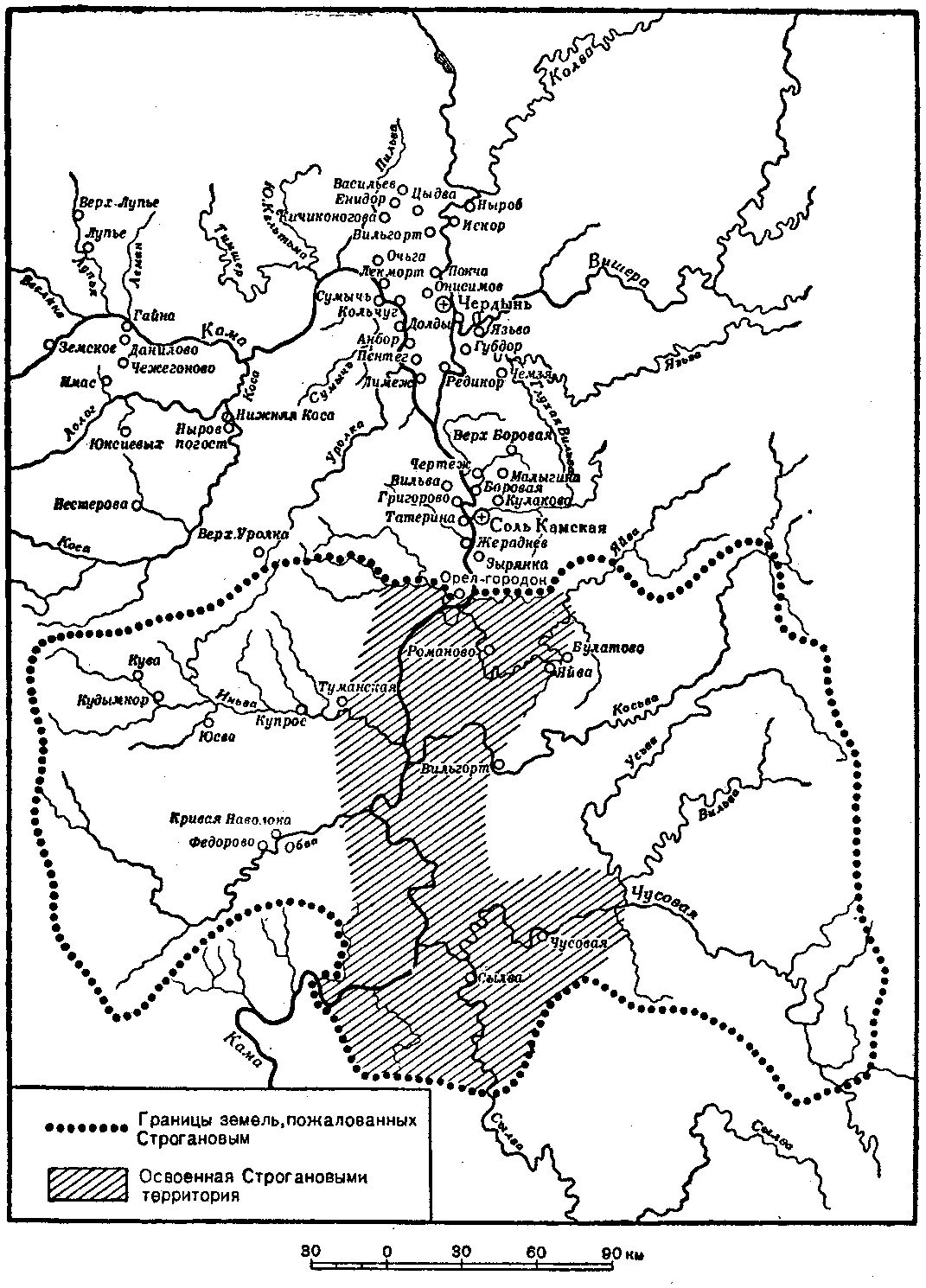
Пермский край в 1579 г., по писцовым книгам И. И. Яхонтова (по С. А. Андрианову)

Княжество располагалось на территории Верхнего Прикамья. Площадь непосредственно самого княжества не превышала 9 тыс. км². Контролировало пространство всей исторической области Пермь Великая — это более 84,6 тыс. км². К северу оно простиралось до волока с верховьев р. Колвы на притоки Вычегды, где граничило с Пермью Вычегодской. К западу территория княжества достигала верховьев Камы и Вятки, где начиналась Вятская земля. На юге княжество контролировало территории до р. Чусовой, земли за которой принадлежали башкирам, подвластным Казанскому ханству. Восточная граница, по Уральскому хребту, — с вогулами (манси) — была наиболее беспокойной и часто нарушалась с обеих сторон. Центр княжества располагался в районе слияния рек Колва, Вишера и Кама. Административно делилось на Верхнюю (Вылісь му) и Нижнюю (Улісь му) земли. Это деление сохранилось и в более позднее время, изменив название на Верхний и Нижний станы Чердынского уезда.
В писцовых книгах XVI и XVII веков, в государевых грамотах и других указах употребляется название «Пермь Великая» — в смысле всей страны, и «Пермь Великая—Чердынь» — в смысле названия главного города страны (Чердынь).
В 1623—1624 годах прошла перепись населения Перми Великой, М. Ф. Кайсаровым были составлены писцовые книги. Из Москвы в Пермь Великую прибыл писец Михаил Кайсаров.
В Книге Большого Чертежа (1627 г.) встречаются «Пермь Старая» как название города Усть-Вымь на реке Вычегде и «Пермь Малая», или «Пермца», как название одной зырянской волости в Сольвычегодском крае.
Вследствие сбивчивых сведений в первоисточниках весьма трудно определить пределы Перми Великой в тот или другой период. Более или менее установлено, что древняя Пермия вместе с зырянским краем граничила к северу с самодийцами, к востоку с Уральским хребтом и манси, к югу с башкирами и удмуртами, к западу с Великим Устюгом, Вологдой и Белым морем.
В XVI и XVII веках, по словам составителей писцовых книг И. И. Яхонтова и Кайсарова, на территории Перми Великой, то есть на пространстве от реки Чусовой до озера Чусовского, по Каме с её притоками были три округа: Пермский (Чердынский) с главным городом Пермь Великая (Чердынь), Усольский, возникший в XV веке, с главным городом Усолье Камское, и Строгановские вотчины.
В XVIII веке эти территории оказались в уездах Чердынском, Соликамском, Пермском и отчасти Кунгурском, Оханском, Глазовском и Слободском — последние два Вятской губернии.

## Население
Точная численность населения неизвестна. По данным первой русской переписи этих земель, проведённой дьяком И. И. Бобровым в 1530 году, то есть спустя 25 лет после ликвидации самостоятельности пермского княжества, в Перми Великой было 2145 луков — взрослых мужчин-охотников, владельцев хозяйства, двора. Исходя из этих данных, можно предположить общую численность населения в период самостоятельности — не менее 6 тыс. чел. Историк В. А. Оборин считал, что на территории Родановской культуры IX—XV веков проживали не менее 4,5 тыс. человек.
Население Прикамья издревле занималось охотой, рыболовством и собирательством. Кроме того, на территории северного Прикамья издавна существовала металлургия. Недалеко от современного села Оралово обнаружены литейные формы и тигли для литья меди, относящиеся к X—IX вв. до н. э. (Ананьинская культура). В IX—XV веках территория Перми Великой с точки зрения археологии относилась к Родановской культуре. Представители этой культуры занимались пашенным земледелием, скотоводством, охотой, у них была металлургия железа. Металлургическим центром Родановской культуры было расположенное около современных Березников поселение, известное археологам как Чашкинское. Оно существовало в IX—XIII веках. В послемонгольское время металлургическими центрами Прикамья были расположенные в бассейне реки Зырянки городище Семино и селища Абрамово, Пермяково.

### Населённые пункты

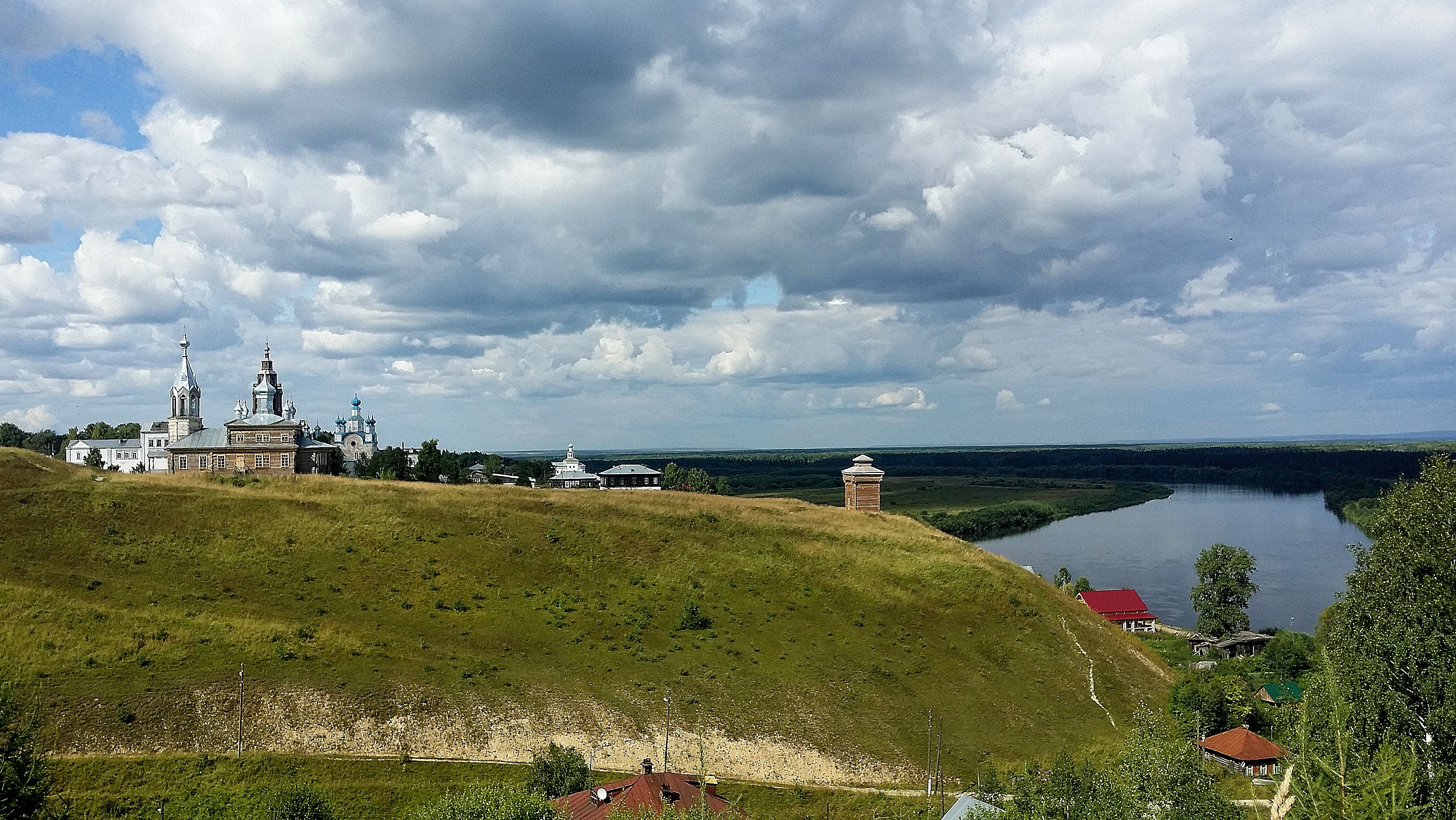
Троицкое городище Чердыни.

В исследовании начала XX века названы следующие населённые пункты княжества
- Города (городища): Чердынь (Вятское, с IX—XI вв.; Троицкое с русским населением, с XV в.), Редикор (с IV—IX вв., могильник), Пымпол (с IX—XI вв.), Искор (святилище, с IV—IX вв.), Урос (XV век).
- Селища: Покча (с IX—XI вв.), Вильгорт (с IX—XI вв.), Бондюг (с IX—XI вв.).

Однако археологические раскопки, проведённые в 2001—2008 годах показали, что как Чердынь, так и Искор являлись неукреплёнными святилищами, а не «городками». Раскопки не выявили ни следов укреплений, ни жилых построек.

## Религия

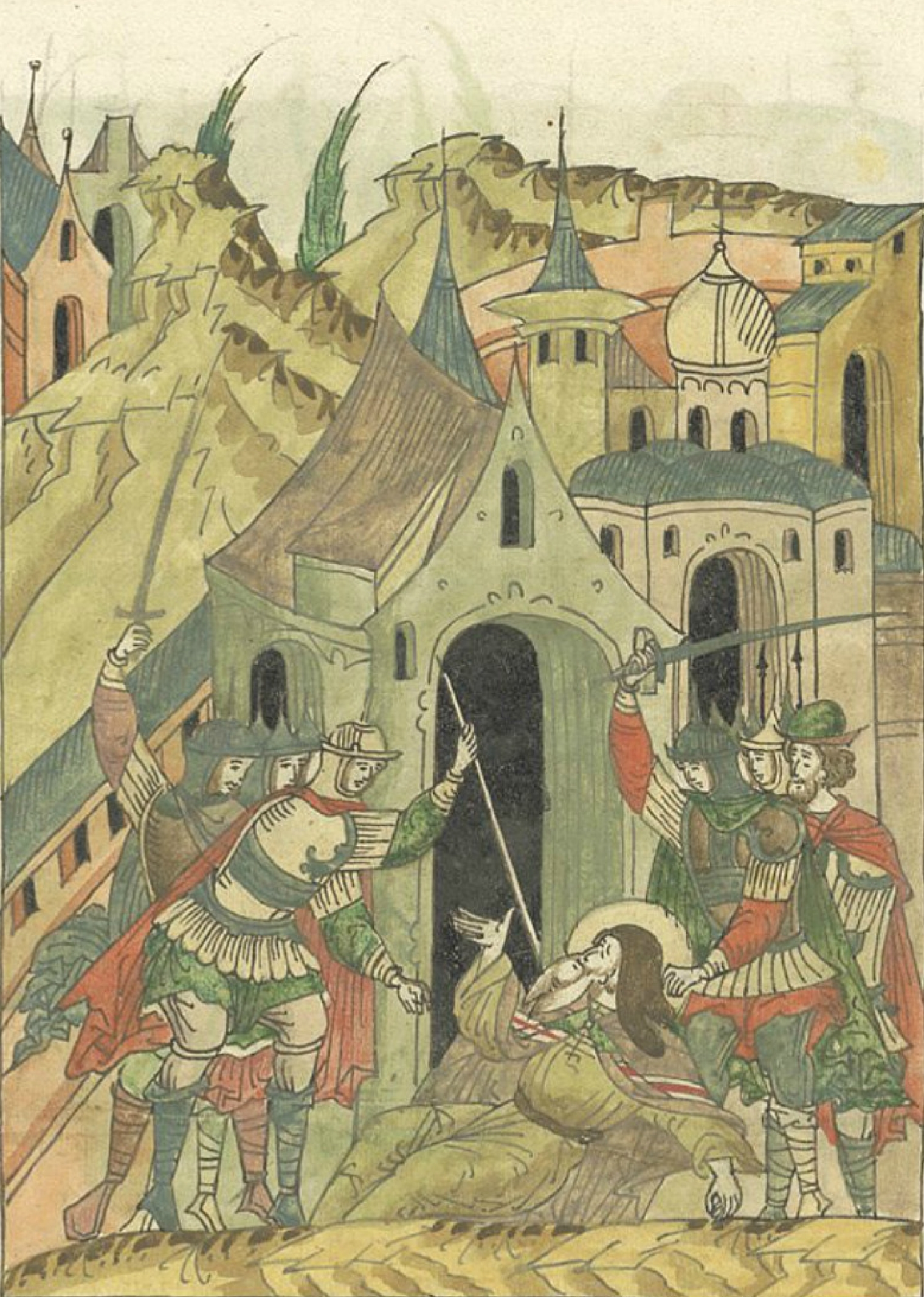
«Убийство епископа Питирима» Миниатюра из Лицевого летописного свода. Голицынский том, стр. 477

Среди населения преобладало традиционное коми-пермяцкое язычество. Неукрепленными святилищами были Чердынь и Искор. В конце XIV века на территорию Прикамья проникает православие. В 1383 году епископ Стефан Пермский был поставлен первым пермским епископом. В летописи это событие описано так: «приде Стефан до митрополита до Москвы для новокрещении пермяки епискупа просити. Пимен митрополит с князем с Дмитрием сразсудив, поставил его Стефана епискупом пермскую землю». Так как в церковном отношении Пермь Великая относилась к Новгородской епархии, то это привело к конфликту. Новгород дважды посылал в Пермскую землю вооружённые отряды. Вскоре конфликт был улажен — Новгород признал пермского епископа, назначенного Москвой. Хотя никаких документальных свидетельств о пребывании Стефана Пермского на территории Перми Великой нет, он почитался там как основатель пермской епархии. В XV веке пермские епископы были сторонниками Москвы. Пермский епископ Питирим в условиях феодальной войны в Московском княжестве поддержал Василия II, издав в 1447 году вместе с другими церковными иерархами Руси анафему на его противника князя Дмитрия Шемяку. Помощь выразилась также в том, что Питирим в 1450 году послал на защиту от Шемяки Великого Устюга свою паству, а двое пермских сотников были казнены Шемякой.
В 1455 году епископ Питирим попытался крестить население Перми Великой, но был убит в результате набега манси. Новый епископ Иона Пермский «добавне крести» коми-пермяков в 1462 году. П. А. Корчагин считает, что продолжением крещения был Чердынский поход 1472 года, в ходе которого московский отряд разорил коми-пермяцкое святилище в Искоре.
Даже в начале XVI века языческие обряды ещё соблюдались частью населения княжества, о чём свидетельствует послания московского митрополита Симона, датированные 1501 годом и адресованные пермскому духовенству, мирянам, а также «Князю Матвею Михайловичу пермскому». В послании Симон отмечал, что брак у части населения Перми Великой сохранил нехристианские черты. Он писал: «Яко же слышу о вас, что де у вас поимаются в племени по ветхому и по татарскому обычаю: кто у вас умрёт, и вторы де его брат жену его поимает, и третьи де и брат его того ж де творит; а жены де и ваши ходят простовласы, непокровенными главами». Митрополит Симон предписывал соблюдать посты, венчаться в церкви, а замужним женщинам ходить с покрытой головой. Вероятно в начале XVI века коми-пермяки поклонялись прежним божествам, в том числе Войпелю. В этой связи митрополит Симон писал: «А кумиром бы есте не служили, ни треб их не принимали, ни Войпелю болвану не молитеся по древнему обычаю, и всех Богу ненавидимых тризнищ не творите идолом».
Митрополит Симон был недоволен пермским духовенством, которое не слушало наставлений епископа Филофея, управлявшего Пермской епархией в 1471—1501 годах. Этот епископ «не единова посылал к вам свои грамоты о том же, поучая вас, чтобы есте от раноядия и от питья воздержались, а детей бы своих духовных новокрещёных христиан учили всяко закону Божию, вере христианской: и вы де и о всех сих небрегосте и от епископа своего божественных писаний поучения не внимаете».

## Топоним
Происхождение топонима «Пермь» является предметом научных дискуссий. Первая версия была предложена в 1730 году Ф. И. фон Страленбергом, который ошибочно отождествил Пермь и упоминаемую в скандинавских сагах Биармию: «Вторая пристань была в Биармии или в Великой Перми при городе Чердыне» и отметил, что «в Европе суть Великая Пермиа, которую древность Биармаланд называет, и прежде превеликую часть земли в себе заключала». Гипотеза Пермь-Биармия преобладала в исторических исследованиях вплоть до начала XIX века и была принята, в частности В. Н. Татищевым, М. В. Ломоносовым и Н. М. Карамзиным. В XIX—XX веках эта гипотеза подверглась критике и возникли следующие теории происхождения слова «Пермь»:
- От финского Perämаа — «задняя сторона» или коми-зырянского Perjema — «отнятая, взятая, унаследованная земля» или от вепсского Perämaa, буквально — «задняя земля», в смысле «Заволочье»;
- От рäärmа край, окраина. Эту теорию фактически отверг Макс Фасмер, указав, что вывести из слова «парма» «пермь» трудно фонетически;
- От имени легендарного Перы-богатыря — «место Перы».

Топоним «Пермь/Перемь» в древнерусских текстах до второй половины XIV века упоминается только 6 раз:
- В Повести временных лет (недатированная часть, созданная в 1113 году) «Пермь» упоминается дважды — в перечне народов «Афетовой части» между чудью и печерой (в форме пермь, все списки) и в списке народов, которые «дань дают Руси» между мордвой и печерой (в форме пѣрмь, только Ипатьевский список);
- Новгородская четвёртая летопись сообщает, что пермские земли платили дань Новгороду и в 1187 году «избъени быша даньникы Перемьские и Югорьскии, а друзии за Волоком, и паде головъ о сте кметей»;
- Договор князя Ярослава Ярославича с Новгородом 1264 года ставит Пермь рядом с Югрой и Печорой, причём вводит ранее не упоминавшийся топоним «Колопермь» в списке новгородских владений:[29][30] А̇ се волости новгородьскꙑе̇ · Бежиче · Городець · М[ел]ечѧ[31] · Шипино · Е̇гна · Вологда · Заволоцье̇ · Колоперемь · Тре · Перемь · Ю̇гра · Печера;
- Пермь и Колопермь указаны в списке новгородских владений в грамоте 1304—1305 годов:[32][33] А се волости новгородьскꙑꙗ · Бѣжицѣ · Городьць · Мелеча · Шипино · Ѥгна · Волъгда · Заволочиѥ · Голопьрьмь · Тьрѣ · Пьрьмь · Печера · Югра;
- В 1324 году в летописи упоминается впервые Пермь Великая в связи с поездкой московского князя Юрия Даниловича в Золотую орду. Согласно летописи «поиде… в Орду, а шёл на Пермь Великую и поиде по Каме реке».

### Пермь Великая как город
Топоним «Пермь Великая» в значении названия города упоминается в ряде исторических документов XVI — начала XVIII веков, однако, существование этого города учёными-историками не признаётся (см. раздел «Населённые пункты»).

#### Исторические документы
В «Записках о Московии» барона Герберштейна, побывавшего в России в первой половине XVI века, есть упоминание о городе:
«Пермiя (Permia), большая и обширная область, отстоит от Москвы на 250 или по другим на 300 миль, прямо на северовосток. В ней есть город того же имени, стоящий на реке Вышере (Vuischora), которая десяти милями ниже впадает в Каму. По причине множества болот и рек туда едва можно доехать сухим путем, разве только зимою; летом же легче совершать этот путь на судах, через Вологду, Устюг и рекою Вычегдою (Vitzechda), которая в 12 милях от Устюга впадает в Двину. Едущим из Перми в Устюг надобно плыть по Вышере; пройдя несколько рек и в иных местах перетаскивая суда землею в другие реки, они приходят к Устюгу, в 300 милях от Перми. В этой области хлеб составляет редкость; подать князю жители Перми ежегодно платят лошадьми и мехами. У них свой язык, а также и свои письмена, изобретённые епископом Стефаном, который окончательно утвердил их в христианской вере (а прежде сего, ещё непроникнутые верою, они содрали кожу с какого то епископа, который принимался было за то же дело).»

Записки о Московии (rerum moscoviticarum commentarii) Барона Герберштейна
С 1676 до 1682 года царские грамоты посылались «в Пермь Великую, в Чердынь и к Соли Камской.»
Другое упоминание о таком городе находится в «Географическом словаре…» Едмунда Богуна, изданном в 1688 году, где он пишет: «Пермь Великая (Permaweliki), Permia Magna, город в провинции Пермской в России, между Двиной на западе и Обью на востоке, располагается на реке Каме.»

В 1708 году Пётр I издал указ «Об Учреждении Губернии и росписании к ним городов.» и Пермь Великую включил в состав Сибирской губернии:
VIII. Сибирская

 А в ней города: Тоболеск, Енисейск, Илимской, Тара, Березов, Сургут, Тюмень, Томской, Мангазея, Иркутской, Кузнецкой, Туринск, Нарым, Верхотурье, Якуцкой, Нерчинской, Красный Яр, Пелымь, Кецкой. Поморские: Кунгур, Пермь Великая, Чердынь, Солькамская, Кай городок, Яренск, да ныне приписана вновь Вятка, итого 26, да к Вятке 4 пригородка, всего 30 городов."
В российских официальных документах начала XVIII века также встречается упоминание о городе Пермь Великая, при этом он не отождествляется с Чердынью. Например, в указе Петра I от 18 декабря 1708 года в списке «поморских» городов упомянут город Пермь Великая и через запятую — Чердынь. В приложении к указу от 29 мая 1719 года в списке населённых пунктов созданной Соликамской провинции названы Соль Камская, «Пермь Великая и Чердынь».
В вышедшей в 1744 году книге Томас Сальман дал такие границы Перми Великой (опять назвав город Пермь Великая): «Провинция Пермия (Permia) граничит с Зырянами (Syrianes) на севере, и с Вологдой на юге; восточная граница, кажется, река Иртыш (Irtis), которая впадает в Обь (Oby); главный город Пермь Великая (Permia Weliki). Эта страна населена не намного лучше, чем в прошлом, и люди, как говорят, заняты, главным образом, охотой».
Упоминание о Перми Великой уже как о сильно разрушенном городе приводится в La Geographie moderne, naturelle historique & politique.., изданном в 1736 году.

#### Карты

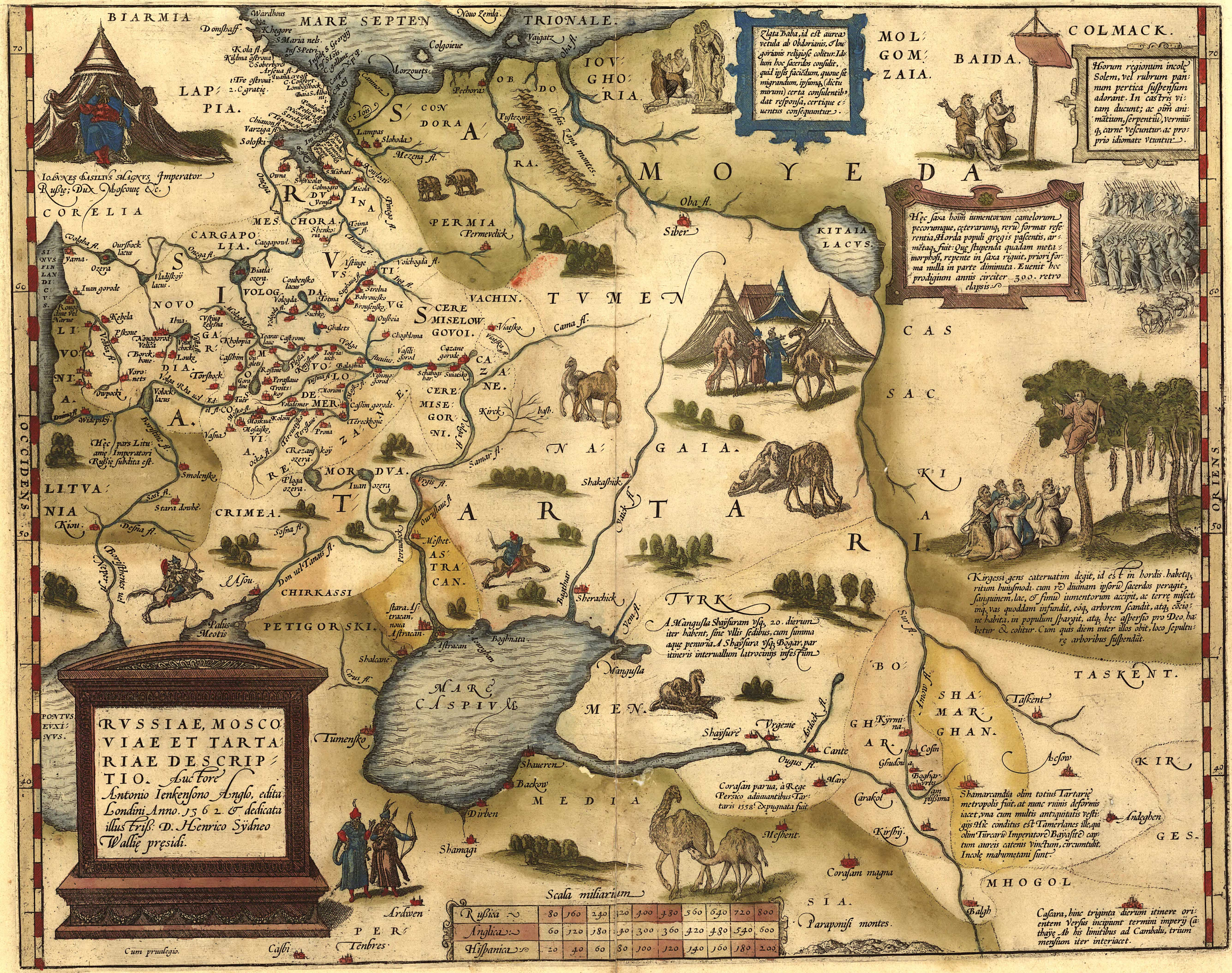
Карта Энтони Дженкинсона, 1562 год

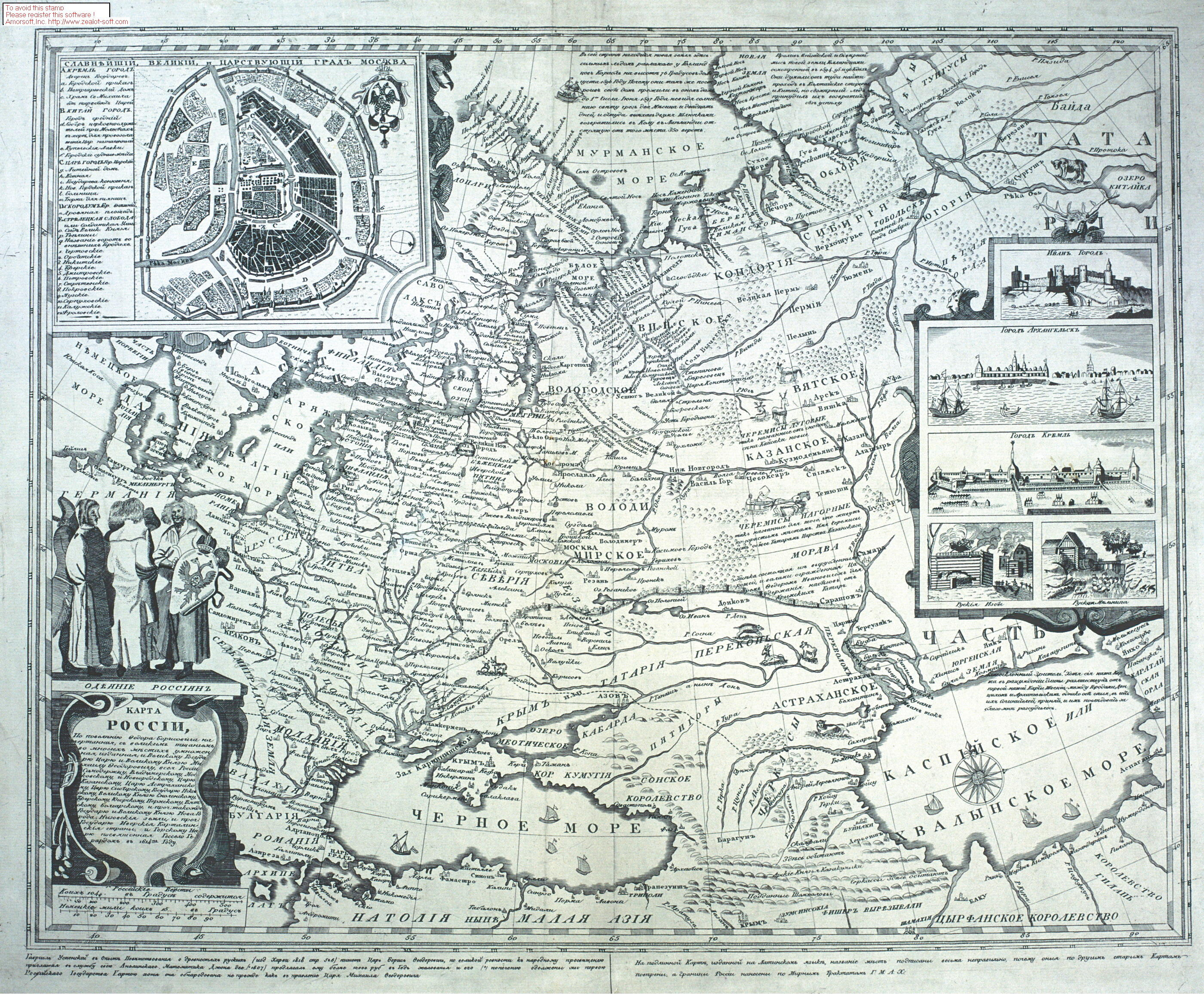
Карта России Г. Герритса. 1614 г.

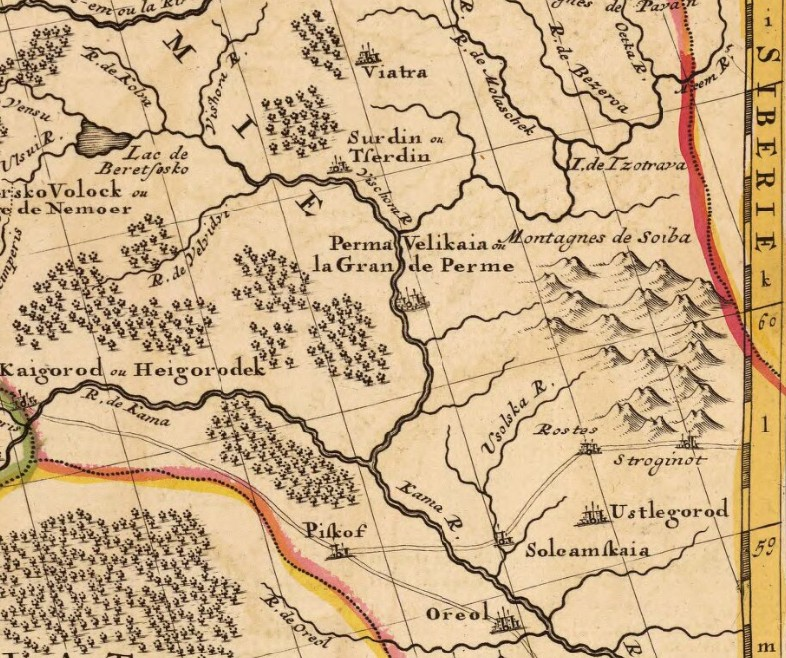
Фрагмент карты Московии Делиль Гийома. 1742 г.

Пермь Великая — как город встречается на многих зарубежных картах.
На карте Энтони Дженкинсона, изданной в 1562 году (см. рисунок справа), город Пермь Великая (на карте он называется Permvelick) расположен у истока реки Вычегда (обозначен специальным «городским» значком). Там же располагал город и известный фламандский географ и картограф Герард Меркатор (1512—1594).
В 1613 году по повелению царевича Фёдора II была составлена карта России картографом Гесселем Герритсом и издана в Амстердаме. В 1614 выполнена русская версия этой карты.
На картах в XVIII веке город Пермь Великая (Perma Velikaia) показан стоящим на берегу реки Вишеры, притоке Камы, между современными Соликамском (Solcamskaia) и Чердынью (Surdin). Это отображено у французского картографа Гийома Делиля на карте Carte de Tartarie (карта Тартарии 1706 года) — город La Grande Perme (Пермь Великая), и на карте Moscovie (1742).

## История

### Предыстория
Основным первоисточником является Вычегодско-Вымская летопись. Известно, что Прикамье располагалось на пересечении торговых путей. Например, Чердынь, по мнению историков П. А. Корчагина и А. С. Лобановой, располагалась на перекрёстке водно-волоковых путей:

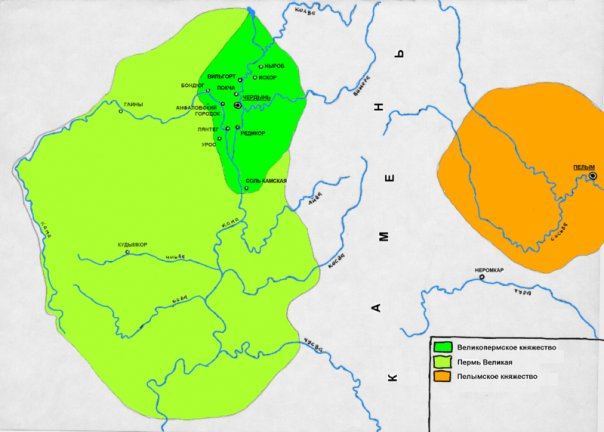
Великопермское княжество, вассалитет от Москвы (с 1451 по 1505).
Оранжевым цветом Пелымское княжество.

Большинство историков полагает, что первым идентифицированным населением западного Урала были различные финно-угорские народы уральской языковой семьи. В период Великого переселения народов на Урале появились тюркские племена. Значительная часть финно-угорских племён под верховенством венгров покинуло Пермские пределы и переселилось на Дунай. С X века Прикамье находилось под властью волжских булгар и считалось их колонией. Территория Великой Перми в арабских хрониках известна как Верхняя Булгария или страна Вису. Через неё шёл активный торговый путь в Сибирь. Множественные археологические находки на берегах Камы персидских произведений искусства и монет — «Закамское серебро» — свидетельствуют о широких масштабах пушной торговли. Кроме того, на территории Перми Великой (в том числе в её северных районах) очень рано зародилась металлургия. Недалеко от современного села Оралово обнаружены литейные формы и тигли для литья меди, относящиеся к X—IX вв. до н. э. (Ананьинская культура). Археологически Пермь Великая относится к Родановской культуре (IX—XV вв.). Металлургическим центром Родановской культуры было расположенное около современных Березников поселение, известное археологам как Чашкинское. Оно существовало в IX—XIII веках. В послемонгольское время металлургическими центрами Прикамья были расположенные в бассейне реки Зырянки городище Семино и селища Абрамово, Пермяково.

### Пермские земли в составе Новгородской республики (XII — первая половина XV веков)
Не позднее XII века пермские земли оказались в зависимости от Новгородской республики и вплоть до 1471 года вместе с Югрой упоминаются как новгородские «волости» в договорах 1264, 1304—1305 и 1471 годов. Известно, что пермские земли, как и югорские уже в XII веке платили Новгороду дань. Новгородская четвёртая летопись сообщает, что в 1187 году «избъени быша даньникы Перемьские и Югорьскии, а друзии за Волоком, и паде головъ о сте кметей». Из этого сообщения следует, что уже тогда новгородцы посылали в пермские и югорские земли сборщиков дани с местного населения и что местное население порой оказывало им серьёзное сопротивление. Сбор Новгородом дани с Прикамья продолжался и после татаро-монгольского нашествия. В 1322 году Иван Калита «приде из орды, и възверже гнев на Новгород, прося у них серебра Закамьского»

### Проникновение русских в Прикамье (XIII—XIV века)
В начале XIII—XIV веках Прикамье использовалось владимиро-суздальскими (а позднее произошедшими от них московскими) князьями как транзитная территория. В низовьях Камы и среднем Поволжье с X века располагалось тюркоязычное мусульманское государство Волжская Булгария. Существует даже версия, что в Верхнем Прикамье уже в XI веке существовали булгарские торговые фактории, но она принята не всеми историками. При раскопках памятников родановской культуры обнаружено очень мало предметов булгарского происхождения. Например, булгарская керамика составляет менее 1 % общей керамической массы родановских поселений Северного Прикамья.
Несмотря на то, что значительная часть археологических памятников (могильников и поселений) верхнего Прикамья была раскопана в дореволюционный период, историк Л. Д. Макаров пришёл к выводу, что уже в XI веке в регион шёл поток предметов из Древней Руси. Например, около современного Чёрмоза были найдены фрагмент рукояти древнерусского меча (единственный аналог такой рукояти украшал меч из Киева IX—X вв.) и обломок каролингского меча.
К северо-западу от Верхнего Прикамья в начале XIII века был основан Великий Устюг, принадлежавший Владимро-Суздальскому княжеству. Из Великого Устюга через верховья Камы проходил путь в Волжскую Булгарию, которым русские князья пользовались. Когда в 1220 году князь Юрий Всеволодович организовал поход на Волжскую Булгарию, то один из его полков был послан «со Устюга на връхъ Камы». После татаро-монгольского нашествия, разорившего как русские княжества, так и Волжскую Булгарию, использование Прикамья как транзитной территории продолжалось. Когда в 1324 году московский князь Юрий Данилович совершил поездку в Золотую Орду, то он «шёл на Пермь Великую и поиде по Каме реке». В 1409 году флотилия мятежного новгородского боярина Анфала Никитина совершила поход в Волжскую Булгарию примерно по тому же маршруту, что и князь Юрий Всеволодович в 1220 году: 150 судов пошли по Волге, а 100 во главе с самим Анфалом по Каме.

### Княжество (1451—1505 гг.)
Коми-пермяцкие племена Верхнего Прикамья с древнейших времён поддерживали торговые отношения с Поволжьем и странами прикаспийского региона, куда по Каме и Волге шёл прямой речной путь. С запада через Пермь Вычегодскую по притокам Северной Двины отсюда проходил речной путь к Великому Устюгу и Вологде. На восток по Вишере, Лозьве и Тавде лежал путь в Сибирь, который до конца XVI века был главной «Московской» или «Государевой» дорогой за Урал. В Прикамье скопилось большое количество так называемого «закамского серебра» — серебряной посуды из Сасанидского Ирана, Византии и Средней Азии и арабских монет и украшений с зернью и сканью.
В XIII веке монгольское нашествие разгромило Волжскую Булгарию и удельные русские княжества. Множество беженцев самых разных национальностей нашли приют в относительно спокойной и почти незаселённой Пермской земле, защищённой непроходимыми таёжными лесами и болотами. Эта область фигурирует в составе новгородских волостей, но сохраняет определённую самостоятельность: она управлялась своими князьями и лишь платила дань Новгороду пушниной.
В 1451 году великий князь Московский Василий II Тёмный сделал своими наместниками в Перми Вычегодской князя Ермолая и его сына Василия, а другой сын Ермолая Михаил стал вассальным правителем Великопермского княжества. По летописи Ермоличи — родственники великого князя по Верейской линии, но большинство современных авторов считают их местными коми-пермяцкими князьями, возможно, и обрусевшими, так как они были христианами и имели русские имена.
В 1472 году под предлогом оскорблений, нанесённых пермяками московским купцам, Иван III послал в Пермский край московского воеводу князя Фёдора Пёстрого с войском, подчинившего край Великому княжеству Московскому. Фёдор Пёстрый возвёл небольшое русское укрепление в Покче. В том же году впервые упоминались в синодике Чердынского Богословского монастыря имена нескольких пермских князей и княгинь. Иван III до конца своего правления оставлял номинальным правителем края князя Михаила Пермского, фактическим же правителем был пермский епископ Филофей. В 1505 году вместо сына Михаила, Матфея, в Великопермское княжество был прислан наместник князь В. А. Ковёр, «первый от русских князей». Московские князья строили города, давали временные льготы от дани и пошлин.
Пермяки принимали участие в походах московских воевод на югру (1483, 1485 и 1499 гг.) и манси (1484 г.); в то же время они сами испытывали опустошительные нападения манси и татар (1481, 1505, 1531, 1539, 1547, 1572, 1573 и 1581 гг.). Нападение в 1581 году пелымского князя Кихека с сибирскими, сылвенскими и иренскими татарами, с хантами, манси, удмуртами и башкирами было особенно бедственным для Великой Перми.
Население было сосредоточено главным образом в нижних частях Колвы и Вишеры. От столицы Чердыни во все стороны расходились широкие транспортные водные пути: по Каме — на запад и на юг до Москвы и Каспийского моря, по Колве и, после волока, по Печоре — на север до Ледовитого океана, по Вишере — на восток через Уральские горы и далее в Сибирь, спускаясь по рекам: Ивдель, Лозьва, Тавда, Тобол, Иртыш и Обь — речная Чердынская дорога. В зимнее время грузы перевозились по льду этих же рек. Первая сухопутная Бабиновская дорога (с многочисленными мостами) в Сибирь была построена уже в 1597 году.
В хозяйственной деятельности большое значение имели охота и рыболовство, а в южных районах (по Каме и Чусовой) — пашенное земледелие. По Никоновской летописи были известны четыре значительных населённых пункта, княжеских резиденций — Искор, Урос, Покча и Чердынь; все они были расположены на Колве.

### В составе Русского государства

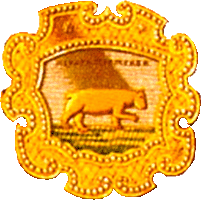
Эмблема Пермской земли, 1626 год

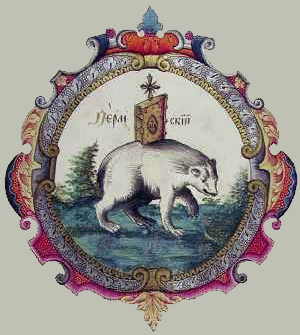
Царский титулярник, эмблема Пермской земли, 1672 год

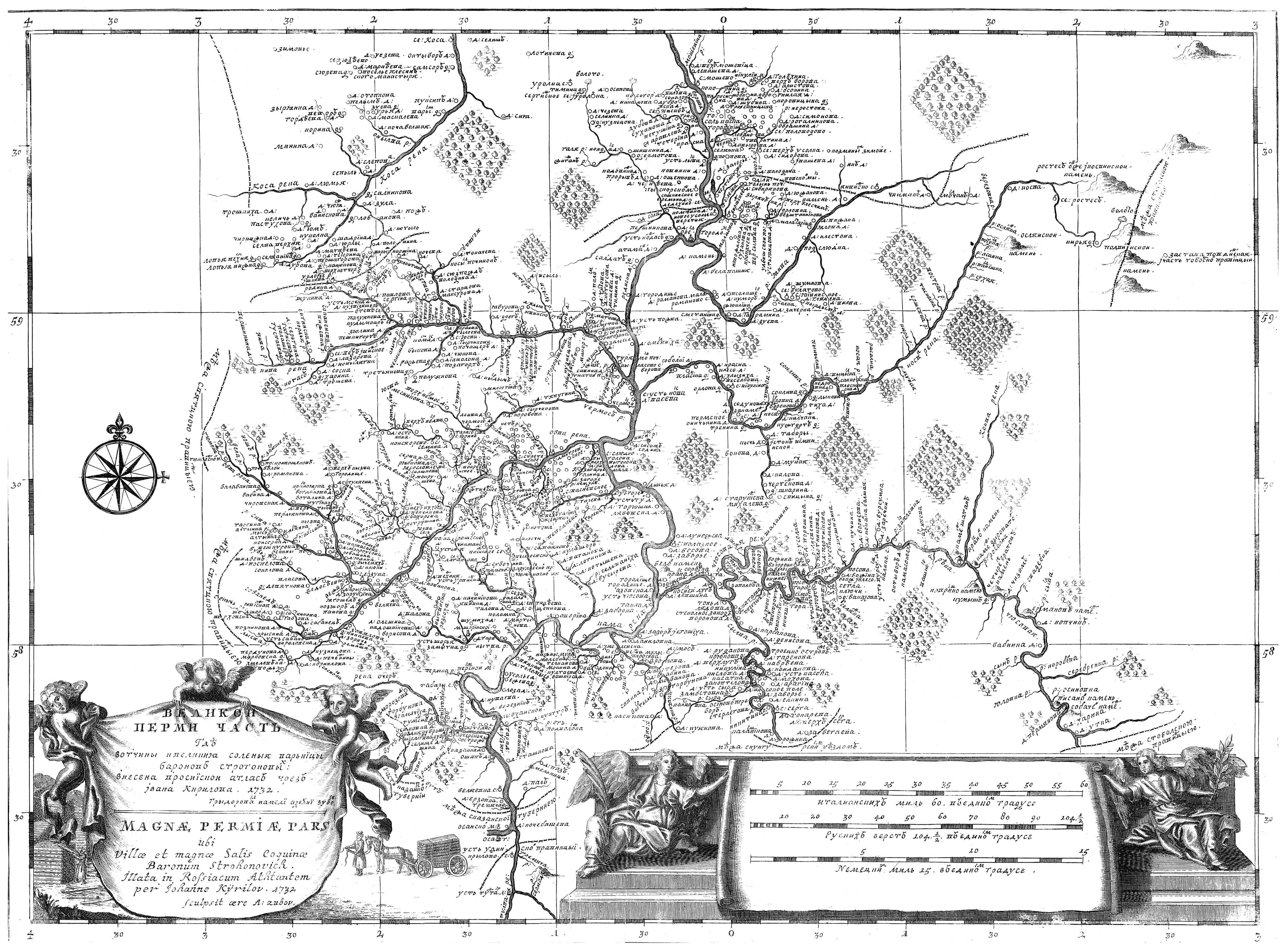
Великая Пермь (часть). Атлас Всероссийской империи И. К. Кирилова 1722—1737 гг

С XVI века начинает возвышаться над Пермью Старой Вычегодской Пермь Великая. В середине XVI века здесь уже было несколько монастырей, хотя христианство стало распространяться почти на столетие позже, чем в Перми Вычегодской, где первые три монастыря учредил ещё святитель Стефан. Большой вклад в христианизацию Пермского края внёс преподобный Трифон Вятский. Много сделали для заселения и промышленного освоения края Строгановы, получившие в 1517 году от великого князя грамоту на устройство в Сольвычегодске соляных варниц, а в 1558 году — огромные земельные владения в Перми Великой. В XVII веке территория Перми Великой делилась на три уезда — Чердынский, Соликамский и Кунгурский.
В XVII веке на территории Прикамья начались поиски полезных ископаемых. В 1617 году строгановский крестьянин Я. Литвинов сообщил в Москву, что нашёл медь в Соликамском уезде. Уже в 1618 году на месте вела геологические изыскания экспедиция, в которую входили дворянин Ч. Бартенев, подьячий Г. Леонтьев и англичанин-рудознатец Д. Ватер. Экспедиция обнаружила медь и небольшое количество золота. В 1634 году в Прикамье был построен Пыскорский медеплавильный завод, просуществовавший до 1657 года. В его строительстве участвовали 15 саксонцев во главе с А. Петцольтом.
Горнозаводское дело служило главным источником богатств страны, способствовало притоку населения и образованию городов, в том числе губернского города Пермь, основанного у южных окраин Пермского края на территории с преобладанием татар. Город получил своё название в XVIII веке в связи с образованием Пермской губернии.
По вхождении в состав Русского государства Пермь Великая имела различные административные деления:
- Поместная система,
- Разряды во главе с воеводами, подчинённые Новгородскому приказу,
- Разделение на Архангелогородскую и Сибирскую губернии,
- Провинции Российской империи,
- Уезды России,
- Волости.
- В материалах первой (и единственной) Всеобщей переписи населения Российской империи 1897 года отмечается народность пермяков — при том, что состав населения по народностям определялся только на основании показаний о родном языке[61].

## Правители
- возможно Ермолай Вычегодский[источник не указан 126 дней]
- Михаил Великопермский (1451—1481)
- Матвей Великопермский (1481—1505)

## Пермь Великая в художественной литературе
Имена и события истории Перми Великой легли в основу сеттинга романа А. В. Иванова «Сердце пармы, или Чердынь — княгиня гор», в котором реальные исторические личности, места и события переплетаются с фино-угорской мистикой и верованиями.